# Samsa Musikteater
Samsa Musikteater är en fri teatergrupp bildad 2016 med hemvist i Malmö. De producerar nyskriven musikteater i kammarformat, ofta på och i samarbete med Scenkonsthuset Bastionen.

## Produktioner
- 2016 – Förvandlingen - Musikalen, av Jakob Aspenström och Oliver Lindman efter Franz Kafkas Förvandlingen, regi Oliver Lindman och Desirée Persson.
- 2018 – Dödens körkarl (musikal), av Jakob Aspenström och Oliver Lindman efter Selma Lagerlöfs Körkarlen, regi Lisa Mårtensson.
- 2020 – Smitning - en samhällskritisk musikal, av Jakob Aspenström och Oliver Lindman, regi Lisa Mårtensson.
- 2021 – Människor som fanns (sångcykel), av Jakob Aspenström och Oliver Lindman, regi Lisa Mårtensson.
- 2023 – Inbyggd skohylla (pjäs), av Oliver Lindman, originalmusik av Lotta Fahlén, regi Lisa Mårtensson, i samarbete med Absurdum Temporary Art.

## Diskografi
- 2017 – Förvandlingen (Original Musical Soundtrack).
- 2020 – Smitning - en samhällskritisk musikal (Live från Bastionen).
- 2022 – Dödens körkarl (Original Musical Soundtrack).
- 2024 – Inbyggd skohylla.[3]